# Tremulida
A Tremulida a Rhizaria Cercozoa, Endomyxa és Retaria taxonoktól független monotipikus rendje, az Aquavolonida lehetséges testvércsoportja, azonban azzal szemben nem rendelkezik U-A→G-C és G-C→C(U)-G(A) komplementer szubsztitúciókkal a 11., A-T→T(C)-G szubsztitúcióval a 48. hélixben és YG→AU szubsztitúcióval a 25. hélix 3′-töve nem kötő részében.:835, 837

## Történet
Már 2009-ben találtak környezeti Tremulida-csoportokat Bass et al., azonban ekkor nem adtak végleges nevet neki, és 11-es kládnak nevezték.:833
2011-ben nevezték el Thomas Cavalier-Smith és Howe, és Howe et al. 2011-es tanulmányában írták le,  ahol ide sorolták a korábban Cercobodo vibrans néven szereplő fajt Tremula vibrans néven, valamint a Tremula filosát.
Egyetlen ismert kládja a Tremulidae, melyet 2018-ban írt le Thomas Cavalier-Smith. A rendet eredetileg a Cercozoába, ezen belül a Skiomonadeába sorolták.

## Morfológia
Fagotróf egysejtű hosszú előre mutató elülső és hátra mutató hátulsó ostorral, melyek mindegyikét használja sikláshoz, és a szubsztráttal érintkeznek. Nincs fénymikroszkóppal látható héja, pikkelye vagy sejtszája. Alakja kerek, nyújtott vagy orsó alakú, és változó méretű bevágása van. A hátulsó axonéma proximális része sejten belül lehet.:838

## Életmód
Fagotróf eukariovor szabadon élő ostoros, amőboid mozgásra nem képes,:838 és nem a hosszanti tengelye mentén forog.:828

## Élőhely
Édesvízi üledékben és talajban él.:829

## Genetika
Nem tenyésztett lb9 csoportjának 18S rRNS-e egy része és a Tremula longifila 18S, 5,8S és 28S rRNS-ének egy része és ITS2-je egésze ismert.

## Filogenetika
A Cercozoától, az Endomyxától és a Retariától független, de feltehetően közelebbi rokona az Endomyxának, mint a Retariának vagy a Cercozoának – az Aquavolonida, a Tremulida és egy meg nem nevezett 12. klád együttese pedig az Endomyxa testvércsoportja.:837–838
Az Aquavolonida, a Tremulida és a névtelen 12. klád közös jellemzője egy, az Endomyxában is megtalálható U→A szubsztitúció a 20. és a 21. hélix közt.:835